# ジョン・パーシヴァル (第3代エグモント伯爵)
第3代エグモント伯爵ジョン・ジェームズ・パーシヴァル（John James Perceval, 3rd Earl of Egmont、1738年1月29日 – 1822年2月25日）は、イギリスの貴族、政治家。トーリー党に属し、庶民院議員を務めた。1748年から1770年までパーシヴァル子爵の儀礼称号を使用した。イギリス首相スペンサー・パーシヴァルの異母兄にあたる。

## 生涯
第2代エグモント伯爵ジョン・パーシヴァルと1人目の妻キャサリン（1719年8月6日 – 1752年8月16日、第5代ソールズベリー伯爵ジェームズ・セシルの娘）の息子として、1738年1月29日にロンドンのペル・メルで生まれた。1753年から1754年までイートン・カレッジで教育を受けた後、1756年1月15日にケンブリッジ大学キングス・カレッジに入学した。
1762年に父が庶民院から貴族院に移籍すると、ブリッジウォーター選挙区の補欠選挙で父の後任として庶民院議員に当選した。庶民院では演説の記録がなく、父が官職を務めたビュート伯爵内閣、グレンヴィル内閣、第1次ロッキンガム侯爵内閣を支持した。父はチャタム伯爵内閣での官職就任を拒否し、パーシヴァル子爵はロッキンガム侯爵の議員リストで意向が「不確実」（doubtful）とされた。1768年イギリス総選挙では選挙戦になり、一旦はパーシヴァル子爵の当選が宣告されたものの、選挙申立の末1769年3月にブリッジウォーター選挙区における投票権について決議され、パーシヴァル子爵は逆転落選となった。
1770年12月20日に父が死去すると、エグモント伯爵位を継承した。貴族院では1788年に小ピットの摂政法案に反対した。
1822年2月25日にベッドフォードシャーのオデル城で死去、一人息子ジョンが爵位を継承した。

## 家族
1765年6月4日、イザベラ・ポーレット（Isabella Powlett、1737年ごろ – 1821年9月8日、ナッソー・ポーレット卿の娘）と結婚、1男1女をもうけた。
- ジョン（1767年8月13日 – 1835年12月31日） - 第4代エグモント伯爵[1]